# Puerto La Cruz
Puerto La Cruz (letteralmente Porto La Croce) è una città del Venezuela nello stato Anzoátegui, principale porto del paese.
La città ha una popolazione di oltre 450.000 abitanti, che salgono a quasi 900.000 se si considera l'area metropolitana (che include la vicina Barcelona e la località turistica di Lecheria).
In quest'area metropolitana vi sono oltre 10.000 Italiani residenti, che lavorano principalmente nell'industria della costruzione.
Puerto La Cruz non ha un patrimonio storico e artistico da valorizzare, tuttavia l'animata vita notturna, il bel passeggio marittimo (Paseo Colón) e soprattutto la prossimità ad alcune rinomate spiagge e a un parco naturale di rara bellezza come il Parque Nacional de Mochima, fanno della città una base importante di escursioni e di turismo di transito.

## Economia
Puerto La Cruz (che aveva appena 20.000 abitanti ai primi del Novecento) è cresciuta vertiginosamente negli ultimi decenni grazie al suo porto ed all'industria del petrolio.
La principale attività è quella del porto, dal quale si esporta petrolio e prodotti raffinati dalle vicine raffinerie.
In questa città è situata una delle più importanti raffinerie petrolifere del paese, sede di numerosi edifici della compagnia petrolifera nazionale (PDVSA), la quale, con i suoi 200.000 barili di petrolio giornalieri, copre sia il fabbisogno nazionale che l'esportazione verso paesi caraibici come Cuba e le Antille. La raffineria Puerto La Cruz è uno dei centri di lavorazione ed esportazione del greggio più importanti della "Petróleos de Venezuela S.A. (PDVSA)" ed integra un circuito di manodopera per idrocarburi estratti nei campi delle regioni di Monagas ed Anzoátegui. È associata economicamente all'impianto più importante di produzione di cemento del Venezuela (CEMEX).
Puerto La Cruz è lo sbocco dell'oleodotto Carapito-Puerto La Cruz, nonché del gasdotto Anaco-Puerto La Cruz.
La città impiantò varie attrattive turistiche e una importante infrastruttura alberghiera, dotata di numerosi hotel di prima categoria. Le spiagge site nei paraggi della città, come ad esempio Isla de Plata, Conoma e Arapito, costituiscono la via di accesso al Parque Nacional Mochima.
Dal porto, inoltre, partono i principali traghetti che collegano Isla Margarita al continente, tra cui il "Conferry", veloce via di comunicazione marittima dotata di navi ad idrogetto; inoltre si può usufruire dei collegamenti con le dirimpettaie isole tramite i cosiddetti "Taxi Boat", che fanno da spola con le isole Chimanas, Cachicamo e le Isole Borrachas.
Tra l'altro si possono riscontrare differenti tipi di industrie, come l'impianto automobilistico di Mitsubishi Motors Automotriz (MMC), cemento (Cemex), produzione di alimenti e bibite (Birra Polar), materiali edili, metalmeccanica, derivati del petrolio, impianti agroindustriali; d'altro canto si sono sviluppate grosse attività finanziarie. as de alta demanda.
Infine, a Puerto La Cruz, si sviluppano attività primarie come la coltivazione del mais, delle arachidi, canna da zucchero, frumento, cotone, cacao, banane e altri prodotti agricoli; inoltre, l'allevamento di pollame e ittico (sulla zona costiera), contribuiscono alla crescita urbana.

## Mobilità urbana e trasporti
La città è caratterizzata da viali che incrociano il tessuto urbano da nord a sud e da ovest a est; tra questi si possono annoverare:
- Av. Municipal (anticamente denominata "Carretera Negra"), la quale è la strada principale della città, costituita da due corsie principali e due di servizio per senso di marcia; inoltre è stata la prima ad essere pavimentata;
- Av. 5 de Julio: è la strada caratterizzata dal maggior numero di attività commerciali (per la maggior parte di emigranti arabi stabilitisi nella città); anticamente era la via d'accesso della linea ferroviaria "Naricual", da tempo demolita;
- Av. Paseo de la Cruz y el Mar: questa strada costiera, meglio conosciuta con il vecchio nome di "Paseo Colon", costeggia quasi tutta la Baia di Pozuelos; è praticamente un "Boulevard" dov'è stata collocata una croce, simbolo della città di Puerto La Cruz, unitamente alla statua di un pirata che evidenzia il luogo; inoltre è stata realizzato un prolungamento che inizia dal Sector El Espigón (di fronte all'Hotel Rasil), passa per il quartiere "El Paraíso" e continua fino all'Av. Daniel Camejo Octavio di Lecheria.
- Av. Bolivar: (anticamente denominata "Carretera Blanca") in questa strada si possono trovare varie attività commerciali dedite alla vendita di ricambi automobilistici o anche concessionarie; collega il Paseo Miranda con la Av. Intercomunal Jorge Rodriguez ed è di grande aiuto per i trasporti terrestri.
- Av. Stadium: questa strada, conosciuta negli anni cinquanta come la "50 Av. Chico Carrasquel" o "Las Banderas", ospita lo stadio Alfonso Chico Carrasquel e il Mercato Municipale della città; vi si trovano diversi edifici abitativi e centri commerciali, tra cui il C.C. Novocentro 1 e 2, il C.C. Cardón, il C.C. Regina, il C.C. Judibana e il C.C. Porto Bello; inoltre vi si trova anche il Residence Ivenza e il Valle Alto Puerto Bello. Questa strada mette in comunicazione la parte interna della città con il Ponte e l'Avenida Municipal.

Riguardo ai trasporti terrestri, nel centro della città vi è un terminal bus (Terminal Pasajeros) situato nell'antica sede del Mercato Municipale, da dove partono bus di linea con per tutte le destinazioni interne e costiere; un altro terminal passeggeri della compagnia "Rodovías" è posto sulla Av. Intercomunal, a poca distanza dal Sector Las Garzas.

## Porti e aeroporti
Puerto La cruz è dotata di vari porti di trasporto marittimo, dai quali possono essere raggiunte diverse destinazioni di interesse turistico e commerciale, come la Isla Margarita, mediante il servizio di trasporti esercitato dalle compagnie Conferry e Gran Cacique Express (che ha ripreso le sue attività nel mese di dicembre del 2006), così come le spiagge situate nelle isole del Parco Nacional Mochima, le quali possono essere anche raggiunte dalla città di Lecheria.
Inoltre è presente anche un porto petrolifero per l'esportazione del greggio, ubicato nel settore "Guaraguao", dal quale proviene il petrolio lavorato nella raffineria della città.
Puerto La Cruz non ha un aeroporto proprio; nonostante ciò, essendo praticamente unita alla città di Barcelona, della quale forma parte dell'area metropolitana a nord dello stato Anzoátegui, si serve dell'Aeropuerto Internacional General José Antonio Anzoátegui per il trasporto aereo.

## Educazione
Nella città vi sono diverse università, scuole ed asili (per la maggior parte pubblici) e il centro educativo più importante: la Universidad de Oriente, fondata nel 1963.
Tra gli altri atenei si possono annoverare le seguenti:
- UDO Universidad de Oriente.Universidad de Oriente, Núcleo Anzoátegui, Av. Argimiro Gabaldón. Barcelona.
- UGMA Universidad Nororiental Privada Gran Mariscal de Ayacucho. C. C. Camino Real, 2º piso, Módulo B, Av. Fabricio Ojeda. Barcelona (Sede Principale).
- IUPSM Instituto Universitario Politécnico "Santiago Mariño". Av. Jorge Rodríguez. Barcelona (Sede Principale).
- UNIMET Universidad Metropolitana (per i Master e le lingue straniere).
- USM Universidad Santa María (Núcleo Oriente). Av. Jorge Rodriguez. Barcelona.
- UNA Universidad Nacional Abierta. Puerto La Cruz (università pubblica).

## Sport

### Baseball
La città è la sede della squadra di baseball "Caribes de Anzoátegui" (precedentemente "Caribes de Oriente"), la quale gioca nello stadio "Alfonso Chico Carrasquel", che ha una capacità stimata di circa 18.000 spettatori.
Negli anni 1994 e 1998, lo stadio Carrasquel di Puerto La Cruz organizzò la "Serie del Caribe".

### Calcio
La città è stata recentemente dotata anche dello stadio calcistico "Josè Antonio Anzoátegui", realizzato per ospitare alcune partite di calcio dell'edizione venezuelana della Copa América del 2007; ha una capacità di 40.000 spettatori ed è sede della squadra del "Deportivo Anzoátegui"; vi è, inoltre, lo stadio "Salvador de la Plaza", con una capacità di 5.000 spettatori, che viene usato come campo di allenamento del "Deportivo Anzoátegui", nonché della "Vinotinto".

#### Club sportivi
- Baseball: Caribes de Anzoátegui.
- Basket: Marinos de Anzoátegui.
- Calcio: Deportivo Anzoátegui e SC Real Anzoátegui
- Calcio Femminile: Comunidad Cristiana FC

## Mass Media

### Reti Televisive
- Televisora de Oriente "TVO"
- TV Puerto
- Anzoátegui TV
- Telecaribe

L'informazione di massa viene offerta dalla "Junta Directiva de Telecaribe", situata nella regione di Nueva Esparta; precedentemente le informazioni non erano molto attendibili, dato che vi era una realtà distorta dei fatti.
L'amministrazione di Telecaribe ha fatto notare che è stato proposto uno degli obiettivi principali nel corso degli ultimi tre anni, quello di realizzare una vera e propria identità orientale, ed è stato identificato direttamente con ciascuno degli stati che compongono la sua area di influenza; Anzoategui, Sucre, Nueva Esparta, Monagas e Bolivar, e ha lavorato investendo in tecnologia e recuperando il segnale, sintonizzando gli stati che erano caduti in disgrazia, una situazione che ha già avuto luogo sul continente; in Nueva Esparta è stato intrapreso ciò dopo il completamento del campionato mondiale di calcio 2010 in Sudafrica.
Per l'ottenimento di nuovi obiettivi da proporre, hanno aumentato la potenza irradiata con antenne di guadagno maggiore.
Successivamente il segnale è giunto nello stato Monagas, sul canale 4 in VHF, così come le maggiori imprese televisive via cavo di tale regione. Infine, vi è stato un completamento della rete televisiva con l'incorporazione dei canali Puerto Ordaz 34 UHF e Ciudad Bolívar 30 UHF nello stato Bolivar

### Editoria
- El Tiempo: principale periodico regionale. Hanno realizzato due ulteriori edizioni per la regione Anzoátegui (Zona Nord e Centro-Sud) e un'altra per la regione di Sucre.

## Amministrazione
| Periodo     | Sindaco           | Partito/Alleanza   | Note                                                                |
| ----------- | ----------------- | ------------------ | ------------------------------------------------------------------- |
| 1989 - 1992 | Idalba de Almeida | Acción Democrática | Primo sindaco donna nominata con elezione diretta                   |
| 1992 - 1995 | Idalba de Almeida | Acción Democrática | rieletta                                                            |
| 1995 - 1998 | José Leon Brito   | Copei              |                                                                     |
| 1998 - 2000 | José Leon Brito   | Copei              | Non conclude il mandato per via delle elezioni anticipate del 2000. |
| 2000 - 2004 | Nelson Moreno     | MVR                |                                                                     |
| 2004 - 2008 | Nelson Moreno     | MVR                | rieletto                                                            |
| 2008 - 2012 | Stalin Fuentes    | PSUV               |                                                                     |